# نیروگاه هسته‌ای تیانوان
نیروگاه هسته‌ای تیانوان (به لاتین: Tianwan Nuclear Power Plant) یک نیروگاه هسته‌ای در چین است که در Lianyun District واقع شده‌است.